# 전영민
전영민(1974년 4월 17일 ~ )은 대한민국의 가수다.

## 학력
- 서울공업고등학교 (졸업)

## 음반
- 2010년 바보같은 정
- 2013년 남자답게
- 2020년 내생에 마지막 사랑